# Homec (gmina Domžale)
Homec – wieś w Słowenii, w gminie Domžale. W 2018 roku liczyła 869 mieszkańców.